# Nova Estrela
Nova Estrela é uma aldeia de São Tomé e Príncipe, localizada a Este da Ilha do Príncipe. Encontra-se nas proximidades da Praia Cana, da Ponta Atalaia e da localidade Abade.